# Académie allemande du film et de la télévision de Berlin

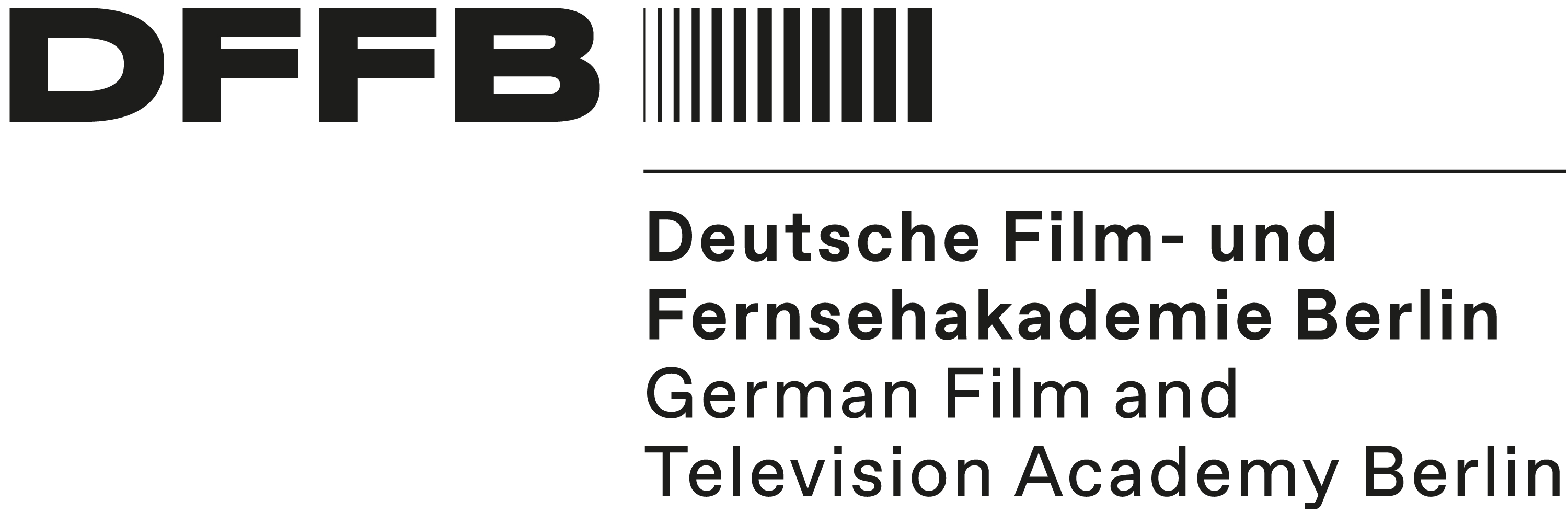
Logo de l'académie allemande du film et de la télévision de Berlin.

L’Académie allemande du film et de la télévision de Berlin (Deutsche Film- und Fernsehakademie Berlin, DFFB) est une école de cinéma privée, dont le Land de Berlin est l’actionnaire unique.

## Historique
Willy Brandt, maire en exercice de la ville de Berlin, inaugure l’école le 17 septembre 1966 dans les locaux de la SFB (Sender Freies Berlin, audiovisuel berlinois), place Theodor-Heuss : la première promotion compte trente étudiants sélectionnés parmi huit cents candidats. Il s’agissait alors d’assurer la relève d’un cinéma qui peinait à redécoller après la Seconde Guerre mondiale.
À l’époque de sa fondation, la DFFB, institution typiquement berlinoise, est régulièrement agitée par les turbulences politiques de la fin des années 1960 et, dès l’année qui suit la fondation de l’école, étudiants et direction sont en conflit.
Dans les années 1970, c’est surtout le film documentaire qui apporte la reconnaissance à l’école. C’est seulement dans les années 1980, avec la moindre politisation de l'école, que la part des films de fiction commence à s’accroître.
En 1990, Heinz Rathsack, actif à l'école depuis la fondation, quitte la direction de la DFFB. En 1993, sous la direction de Reinhard Hauff, la formation se professionnalise et la collaboration avec le cinéma et la télévision s’intensifie. Aux cursus de réalisation et de prise de vues viennent s’ajouter le scénario et la production.
Succédant à Hartmut Bitomsky (2006-2009), Jan Schütte dirige l’école depuis le début de l'année 2010.

## Études
L’école propose chaque année jusqu’à douze places en section réalisation, jusqu’à six en prise de vues, et huit en production. La sélection des étudiants se fait selon un processus en plusieurs étapes. Les étudiants doivent être âgés de plus de vingt et un ans accomplis au moment de leur entrée à l’école.
L’un des principes fondamentaux de la DFFB est que « le cinéma ne s’enseigne pas, il s’apprend ». Les études à l’école commencent par une formation de deux ans commune à toutes les facultés ; chaque étudiant s’essaie aux différents métiers du cinéma. Les étudiants se répartissent entre les diverses sections seulement après cette formation générale, à l’exception des étudiants en scénario qui suivent une formation générale réduite à six mois.
La formation à l’école se caractérise par sa forte orientation pratique. Les enseignants proviennent de différents Länder, 90 % d’entre eux sont indépendants. De nombreuses coproductions, fictions ou documentaires, naissent de la coopération avec des chaînes de télévision.
Depuis 2013, l'école intègre Serial Eyes, un programme consacré à l'écriture et la production de séries télévisées, développé en partenariat avec la London Film School. Serial Eyes accueille chaque année 12 étudiants venus de toute l'Europe et possédant une première expérience dans le domaine des séries.

## Anciens élèves
- Thomas Arslan (* 1962), réalisateur et scénariste turco-allemand
- Wolfgang Becker (* 1954), réalisateur allemand
- Ingo J. Biermann (* 1978), réalisateur allemand
- Hartmut Bitomsky (* 1942), réalisateur allemand
- Detlev Buck (* 1962), comédien et réalisateur allemand
- Jonas Dornbach (* 1978), producteur allemand
- Sylke Enders (* 1965), scénariste et réalisatrice allemande
- Harun Farocki (* 1944), réalisateur tchèque
- Hendrik Handloegten (* 1968), réalisateur allemand
- Christoph Heller (* 1981), producteur et réalisateur allemand
- Jakob Hilpert (* 1966), scénariste et réalisateur allemand
- Oliver Jahn (* 1969), scénariste et réalisateur allemand
- Dennis Jacobsen (* 1976), réalisateur allemand
- Dieter Köster (* 1947), cadreur et réalisateur allemand
- Lars Kraume (* 1973), scénariste et réalisateur allemand
- Chris Kraus (* 1963), réalisateur allemand
- Bernd Löhr (* 1962), cadreur et réalisateur allemand
- Michael Meert (* 1953), réalisateur allemand
- Holger Meins (1941–1974), Membre de la Fraction armée rouge
- Hakan Savaş Mican (* 1978), réalisateur turco-allemand
- Eoin Moore (* 1968), réalisateur allemand
- Reinhard Münster (* 1955), réalisateur allemand
- Rafael Fuster Pardo (* 1951), réalisateur espagnol
- Cristina Perincioli (* 1946), producteur suisse
- Wolfgang Petersen (* 1941), réalisateur allemand
- Christian Petzold (* 1960), réalisateur allemand
- Helke Sander (* 1937), réalisatrice allemande
- Werner Sauber (1947–1975), photographe et réalisateur suisse[2]
- Angela Schanelec (* 1962), comédienne et réalisatrice allemande
- Daniel Schmid (1941–2006), réalisateur suisse
- Uwe Schrader (* 1954), réalisateur allemand
- Hannes Stöhr (* 1970), réalisateur allemand
- Nesrin Şamdereli (* 1979), scénariste et réalisatrice allemande
- Gisela Tuchtenhagen (de) (* 1943), réalisatrice allemande
- Sullivan Le Postec (*1979), scénariste français